# Víctor Hugo Ayala
Víctor Hugo Ayala Caro es un cantante lírico y romántico colombiano nacido en Bogotá, el 13 de junio de 1934. Estudió su bachillerato en el Liceo Camilo Torres en Bogotá, y seguidamente se desempeñó como dibujante en la sección técnica de la Armada Nacional de Colombia.
Ayala estudió cinco semestres de Arquitectura, en 1955 comenzó a alternar sus estudios con la música en la emisora La Voz de Colombia donde inicialmente reemplazó a un amigo suyo. Luego ingresó al elenco de La Nueva Granada donde ya había ganado un concurso de aficionados. Allí fue apoyado e impulsado por los directores para hacerse relevante en el mundo radiofónico.
El bolero Camino verde fue el primer tema por el cual fue reconocido, seguido de La quiero porque la quiero. Durante mucho tiempo, Ayala fue el intérprete oficial del Himno Nacional de la República de Colombia cada 31 de diciembre, en el cierre anual de actividades de los canales públicos de televisión nacional.
La discográfica Sonolux reeditó en 2020 la edición de 1962 de los 25 años de Vida musical.